# ایوهرست، ساسکس شرقی
ایوهرست (به انگلیسی: Ewhurst) یک روستا و محله مدنی در بریتانیا است که در Rother واقع شده‌است. ایوهرست ۲۳٫۶۴ کیلومتر مربع مساحت و ۱٬۱۳۰ نفر جمعیت دارد.